# سرداب رود (مقاطعة تشالوس)
سرداب‌رود (بالفارسية: سرداب‌رود) هي قرية تقع في قسم كلارستاق الغربي الريفي (مقاطعة تشالوس) في إيران. يقدر عدد سكانها بـ 549 نسمة .